# اسلایس (برنامه)
اسلایس یک پلتفرم سفارش آنلاین غذا برای پیتزافروشی‌های مستقل است.   این برنامه به صاحبان پیتزافروشی این امکان را می‌دهد تا با استفاده از یک وبسایت بهینه شده برای موبایل، محصولات خود را به مشتریان ارائه دهند و مشتریان آنها نیز می‌توانند از طریق این برنامه و کانال‌های رسانه‌های اجتماعی سفارش پیتزا بدهند.   این شرکت ادعا می‌کند که پلتفرم آنها توسط ۹۰۰۰ پیتزا فروشی در ۲۵۰۰ شهرک و شهر در ایالات متحده مورد استفاده قرار می‌گیرد.  همچنین ادعا می‌کند که در سال ۲۰۱۷ بیش از ۱۰۰ میلیون دلار تحویل را پردازش کرده است و از سال ۲۰۱۰ در مجموع بیش از ۱۲ میلیون سفارش را تکمیل کرده است.  

## تاریخچه
اسلایس در سال ۲۰۱۰ توسط ایلیر سلا تاسیس شد و در ابتدا مای پیتزا نام داشت.   در ژوئیه ۲۰۱۶، اسلایس با سرمایهٔ ۳ میلیون دلاری سری A بسته شد.   در می ۲۰۱۷، این شرکت ۱۵ میلیون دلار به رهبری  جی‌جی‌وی کپیتال جمع‌آوری کرد.  در سال ۲۰۲۰، به دلیل دنیاگیری کووید-۱۹ که رستوران‌ها را مجبور به تعطیلی و تمرکز بر تحویل بیرون‌بر کرد، اسلایس نیز توجه بیشتری را به خود جلب کرد.   